# Alonzo Morphy

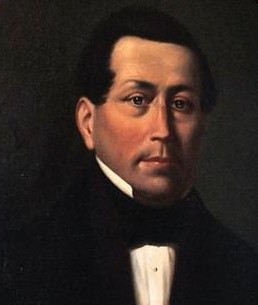
Alonzo Morphy

Alonzo Morphy (* 1798 in Charleston, South Carolina; † 22. November 1856 in Louisiana) war ein US-amerikanischer Jurist und Politiker, der unter anderem von 1828 bis 1830 als Attorney General des Bundesstaates Louisiana fungierte.

## Leben
Alonzo Morphy wurde in der Praxis von Edward Livingston, dem ehemaligen Bürgermeister von New York City und späteren Außenminister der Vereinigten Staaten, zum Rechtsanwalt ausgebildet. Am 6. Januar 1819 wurde er als Anwalt zugelassen. Er wurde danach auch politisch tätig und verbrachte zwei Amtszeiten als Mitglied der Louisiana State Legislature, ehe er von 1828 bis 1830 das Amt des Attorney General von Louisiana innehatte.
Im Jahr 1839 wurde Morphy dann zum Richter am höchsten Gerichtshof seines Staates, dem Louisiana Supreme Court, ernannt, wo er am 31. August 1839 die Nachfolge des zurückgetretenen Pierre Adolphe Rost antrat. Er hatte diese Position bis zum 19. März 1846 inne.
Bei seinem Tod im Jahr 1856 hinterließ Alonzo Morphy, der auf dem Saint Louis Cemetery in New Orleans beigesetzt wurde, seinen Angehörigen einen Besitz im Wert von rund 146.000 Dollar, was bei Umrechnung zum aktuellen Kurs einer Summe von mehr als drei Millionen Dollar entspricht. Dies erlaubte unter anderem seinem Sohn Paul, nach New York und Europa zu reisen und dort erfolgreich an Schachmeisterschaften teilzunehmen, wodurch er den Ruf erwarb, einer der zu dieser Zeit besten Schachspieler der Welt zu sein.